# Humam Tariq
Humam Tariq Faraj Naoush (10 de fevereiro de 1996) é um futebolista profissional iraquiano que atua como meia, atualmente defende o Esteghlal.

## Carreira
Humam Tariq representou a Seleção Iraquiana de Futebol na Copa da Ásia de 2015[carece de fontes?] e fez parte do elenco da Seleção Iraquiana de Futebol nas Olimpíadas de 2016.